# پیتر اشمایکل
پیتر اِشمایکِل (به دانمارکی: Peter Schmeichel) (تلفظ دانمارکی: [pedɐ ˈsmɑjˀɡl̩]) (زادهٔ ۱۸ نوامبر ۱۹۶۳) دروازه‌بان بازنشسته اهل دانمارک است که در دهه نود میلادی با درخشش در باشگاه منچستر یونایتد و تیم ملی فوتبال دانمارک از بهترین دروازه‌‌بانان تاریخ فوتبال جهان به‌ شمار میرود.
پیتر اشمایکل با ۲۴ جام سومین دروازه‌بان پرافتخار تاریخ به‌شمار می‌آید. اشمایکل در مهم‌ترین رقابت‌های فوتبال جهان، همچون جام جهانی فوتبال، جام ملت‌های اروپا، و لیگ قهرمانان اروپا بازی کرده‌است. او در اواخر دوران فعالیت خود به‌عنوان بازیکن فوتبال، تیم منچستر یونایتد را ترک کرد و در تیم‌هایی همچون اسپورتینگ، استون ویلا و منچسترسیتی بازی کرد.
پیتر اشمایکل پدر کاسپر اشمایکل است.

## دوران بازی

### باشگاهی
او یکی از بهترین دروازه‌بان‌های جهان در دهه نود است. او فوتبال را با تیم کوچک محل تولدش شروع کرد و در سن ۲۰ سالگی با هویدوور اولین بازی خود را در لیگ دسته اول دانمارک انجام داد و با درخشش در اولین سال حضورش به تیم ملی زیر ۲۱ سال دانمارک دعوت شد.
قبل از شروع فصل ۱۹۸۷ (میلادی) به بروندبی مشهورترین باشگاه دانمارک رفت و در همین سال توسط سپ پیونتک به تیم ملی دعوت شد و نخستین بازی ملی خود را در ۲۰ می ۱۹۸۷ برابر یونان انجام داد. او به همراه بروندبی چهار بار در سال‌های ۱۹۸۷، ۱۹۸۸، ۱۹۹۰ و ۱۹۹۱ قهرمان لیگ دانمارک شد و در پایان فصل ۹۱–۱۹۹۰ با رقم ۵۳۰ هزار پوند به منچستر یونایتد رفت.
در تابستان ۱۹۹۲ (میلادی) زمانی که یوفا تیم یوگسلاوی را به علت جنگ داخلی از حضور در جام ملت‌های اروپا محروم کرد تیم ملی دانمارک با خوش شانسی در سوئد حضور یافت و در حالیکه تیم‌های دیگر این تیم را چندان جدی نمی‌گرفتند، با درخشش بازیکنان قدرتمند و جویای نام خود به مقام قهرمانی اروپا رسید. در منچستر یونایتد او هشت فصل رؤیایی را سپری کرد و همواره یکی از عوامل موفقیت‌های این تیم بود. پس از قهرمانی سه‌گانه یونایتدها در سال ۱۹۹۹ (جام باشگاه‌های اروپا، لیگ برتر و جام حذفی انگلیس)، او پس از انجام بیش از سی صد بازی برای این تیم، اولدترافورد را ترک کرد و به پرتغال رفت و به اسپورتینگ لیسبون کمک کرد تا در سال ۲۰۰۰ (میلادی) قهرمان لیگ پرتغال شود. پس از دو فصل حضور در پرتغال بار دیگر به انگلیس بازگشت و در استون ویلا و منچستر سیتی بازی کرد.

### تیم ملی
اشمایکل به مدت ۱۴ سال دروازه‌بان اصلی تیم ملی دانمارک بود و به همراه این تیم در ۱۲۹ بازی حضور یافت تا رکورددار بازی برای تیم ملی کشورش هم باشد.

## تالار افتخارات
بروندبی
- قهرمانی دسته یک لیگ دانمارک: ۱۹۸۷, ۱۹۸۸, ۱۹۹۰
- قهرمانی سوپر لیگ فوتبال دانمارک: ۱۹۹۱
- قهرمانی جام حذفی فوتبال دانمارک: ۱۹۸۹

منچستر یونایتد
- قهرمانی لیگ برتر: ۱۹۹۲–۹۳, ۱۹۹۳–۹۴, ۱۹۹۵–۹۶, ۱۹۹۶–۹۷, ۱۹۹۸–۹۹
- قهرمانی جام حذفی: ۱۹۹۳–۹۴, ۱۹۹۵–۹۶, ۱۹۹۸–۹۹
- قهرمانی جام اتحادیه: ۱۹۹۱–۹۲
- قهرمانی جام خیریه: ۱۹۹۳, ۱۹۹۴, ۱۹۹۶, ۱۹۹۷
- قهرمانی لیگ قهرمانان اروپا: ۱۹۹۸–۹۹
- قهرمانی سوپر جام اروپا: ۱۹۹۱

اسپورتینگ لیسبون
- قهرمانی لیگ برتر: ۱۹۹۹–۲۰۰۰
- قهرمانی سوپر جام فوتبال پرتغال: ۲۰۰۰

استون ویلا
- قهرمانی جام اینترتوتو اروپا: ۲۰۰۱

### ملی
دانمارک
- قهرمانی جام ملت‌های اروپا: ۱۹۹۲
- قهرمانی جام کنفدراسیون‌ها: ۱۹۹۵

### شخصی
- قفس طلایی (دروازه‌بان سال فوتبال دانمارک): ۱۹۸۷, ۱۹۸۸, ۱۹۹۰, ۱۹۹۲
- فوتبالیست سال فوتبال دانمارک: ۱۹۹۰, ۱۹۹۳, ۱۹۹۹
- تیم منتخب جام ملت‌های اروپا ۱۹۹۲
- دروازه‌بان سال اتحادیه فوتبال اروپا: ۱۹۹۲, ۱۹۹۳, ۱۹۹۸
- بهترین دروازه‌بان جهان از دید فدراسیون بین‌المللی تاریخ و آمار فوتبال: ۱۹۹۲, ۱۹۹۳
- تیم سال پی‌اف‌ای: ۱۹۹۲–۹۳ لیگ برتر
- بازیکن فصل لیگ برتر انگلستان: ۱۹۹۵–۹۶
- دروازه‌بان سال باشگاه‌های اتحادیه فوتبال اروپا: ۱۹۹۷–۹۸
- تیم رؤیایی ده فصل لیگ قهرمانان اروپا (از ۱۹۹۲ تا ۲۰۰۲): ۲۰۰۲
- تالار افتخارات فوتبال انگلستان: ۲۰۰۳
- تیم قرن لیگ‌های فوتبال انگلستان از دید اتحادیه فوتبالیستهای حرفه ایی (از ۱۹۰۷ تا ۲۰۰۷): ۲۰۰۷
- جوایز ۱۰ فصل لیگ برتر انگلستان (۱۹۹۲–۹۳ تا ۲۰۰۱–۰۲):
  - بهترین تیم بازیکنان خارجی و داخلی دهه
  - بهترین توپ‌گیری دهه (در مقابل نیوکاسل یونایتد ۱۲ دسامبر ۱۹۹۷)
- جوایز ۲۰ فصل لیگ برتر انگلستان (۱۹۹۲–۹۳ تا ۲۰۱۱–۱۲):
  - تیم فانتزی منتخب ۲۰ فصل از دید روزنامه نویسان و آراء مردمی
- فیفا ۱۰۰
- تالار افتخارات فوتبال دانمارک
- ورلد ساکر: ۱۰۰ بازیکن برتر تمام دوران
- ۱۰۰ اسطوره لیگ فوتبال انگلستان